# Kommandeursvilla

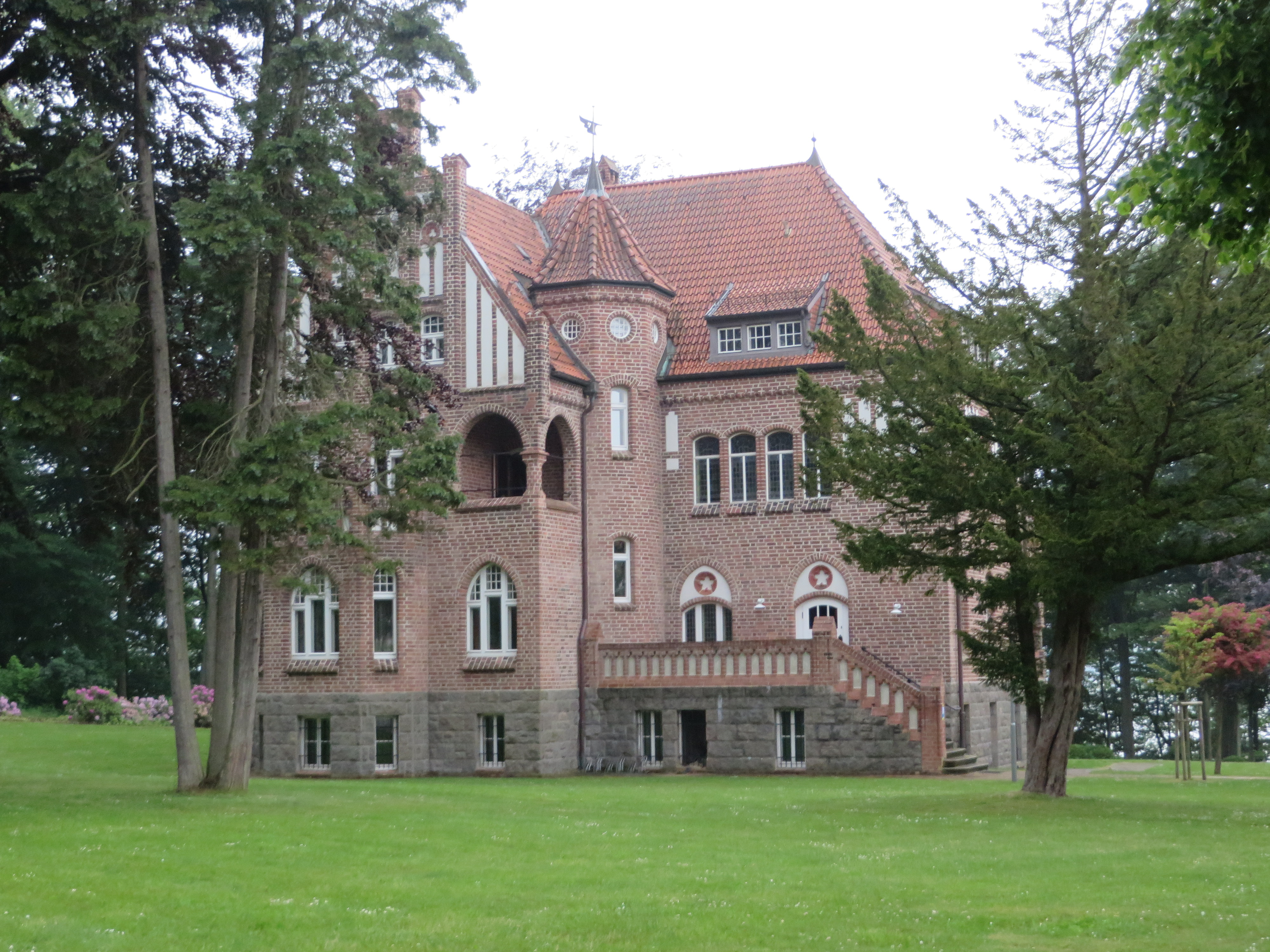
Die Kommandeursvilla 2015

Die Kommandeursvilla (auch: Kommandeurvilla) in Flensburg-Mürwik wurde als Teil der Marineschule Mürwik zwischen 1907 und 1910 errichtet. Sie beherbergt heute das Wehrgeschichtliche Ausbildungszentrum (WGAZ). Die Villa ist eines der Kulturdenkmale des Stadtteils.

## Architektur
Die Kommandeursvilla wurde wie die restliche Anlage nach den Plänen des Architekten Adalbert Kelm errichtet. Sie erhielt die Adresse Kelmstraße 33. Das Gebäude besteht aus zwei Geschossen sowie einem über ihnen liegende Dachgeschoss wie auch einem Kellergeschoss unter ihnen. Auf der Ost- und Westseite befinden sich jeweils Stufengiebel. Der westliche ist mit Fialen geschmückt. Auf der Westseite befindet sich ein Loggienanbau mit Söller. Auf der Ostseite befindet sich eine zweite Loggia im Obergeschoss. Auf dieser Seite befindet sich außerdem der Treppenturm der Kommandeursvilla. Die benachbarte Chefarztvilla des Marinelazarettes besitzt eine leichte Ähnlichkeit mit der Kommandeursvilla, ist jedoch baulich schlichter als diese gehalten.
Im Inneren bietet die Kommandeursvilla eine Fläche von 850 m². In der Eingangshalle befindet sich eine hölzerne Treppe, welche die Stockwerke verbindet. Die Pfosten des Geländers sind mit Tierköpfen geschmückt, die Galionsfiguren von Wikingerschiffen nachempfunden sind. Die Hallenfenster sind prunkvoll verglast. Die Türen besitzen beschnitzte Rahmungen und Füllungen. In der Villa ebenfalls zu finden ist ein repräsentativer Speiseraum, der den Namen Kaisersaal trägt.

## Geschichte

### Bau und Nutzung als Villa des Kommandeurs

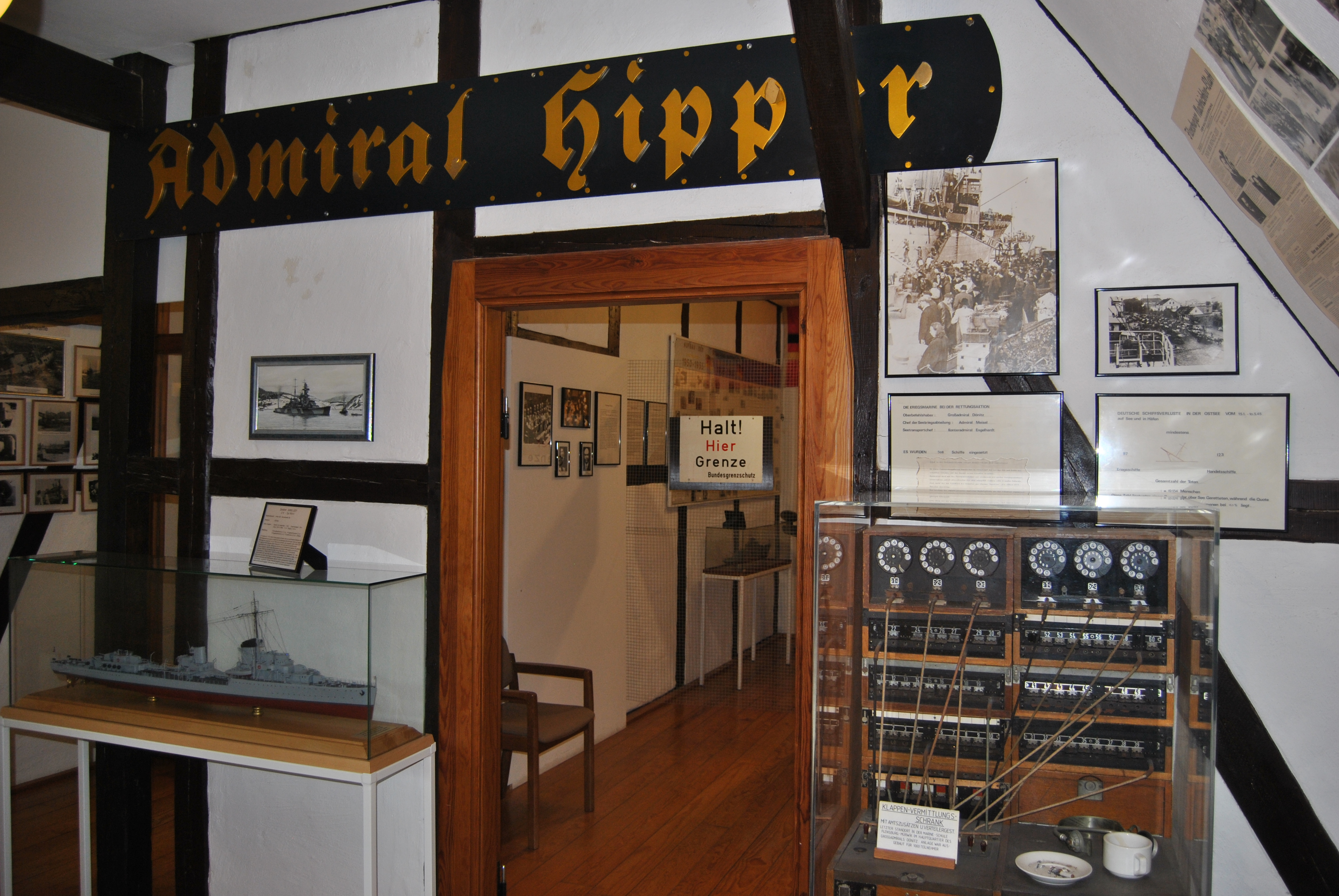
Ausstellungsraum im WGAZ

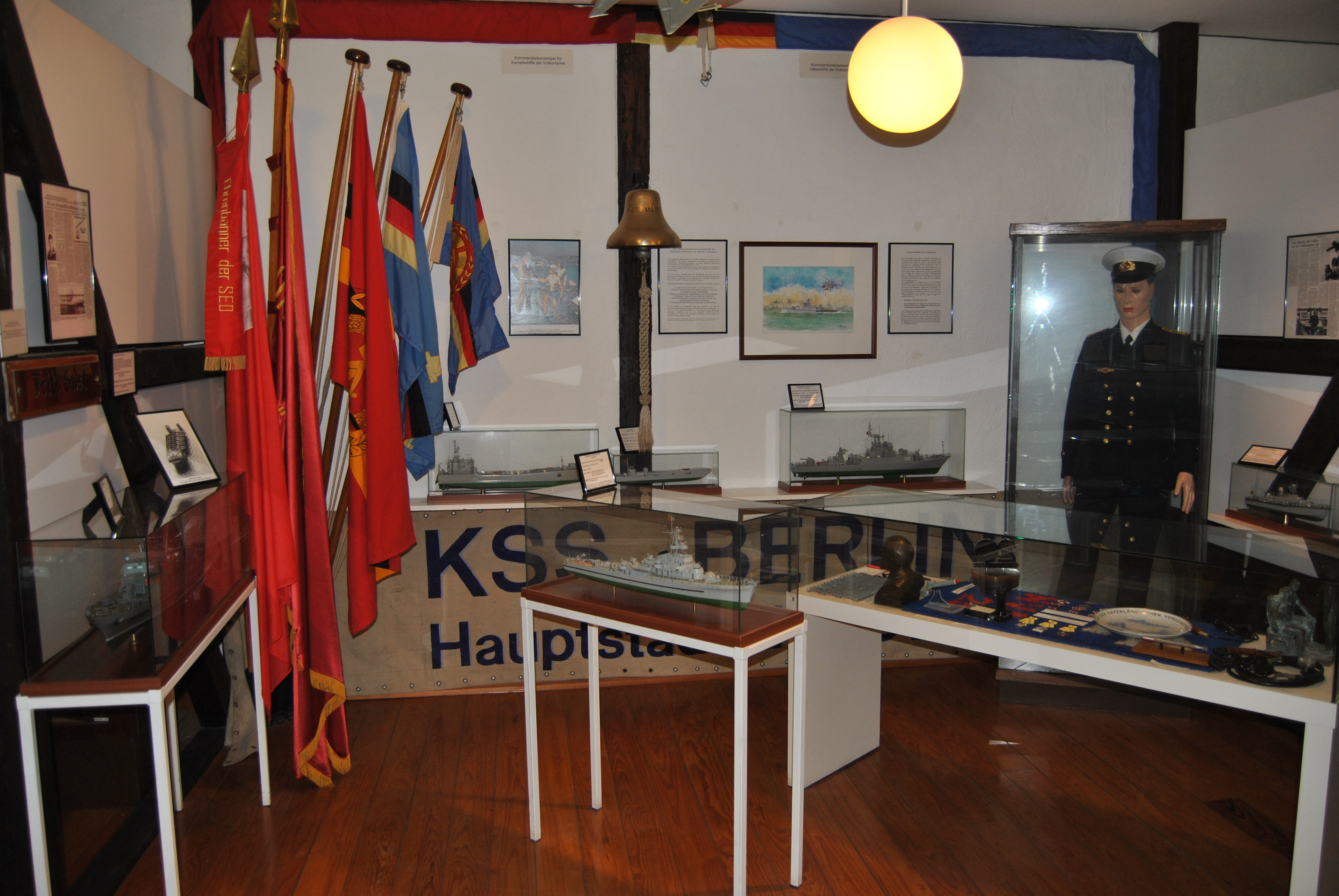
Ausstellungsraum zur Volksmarine

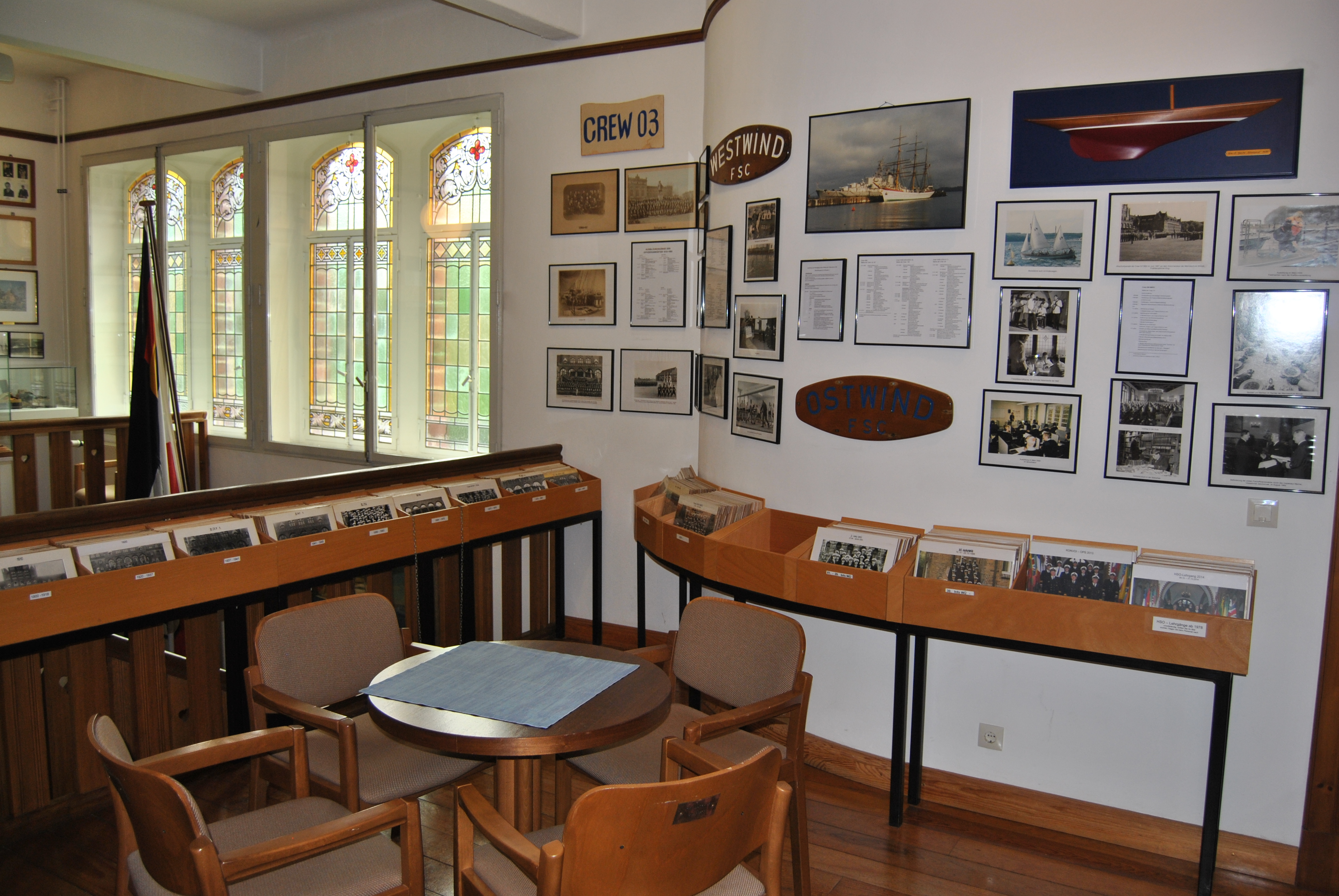
Crewfoto-Sammlung mit fast allen Einstellungsjahrgängen seit 1866 (WGAZ)

Die Villa diente zunächst als Wohnhaus des jeweiligen Kommandeurs und seiner Familie sowie deren Personal. Zum Ende des Zweiten Weltkrieges war seit dem 12. Mai 1945 Karl Dönitz, das letzte Staatsoberhaupt des Deutschen Reichs, als Gast des Kommandeurs Wolfgang Lüth in der Villa untergebracht. Zuvor hatte er am 3. Mai auf dem Wohnschiff Patria Quartier bezogen, musste es aber am 12. Mai räumen, denn die eingetroffene Alliierte Überwachungskommission für das Oberkommando der Wehrmacht und der Marine bezog am besagten Tag anstelle von Dönitz das Wohnschiff. Einen Tag später, in der Nacht vom 13. zum 14. Mai, wurde der Kommandeur durch einen deutschen Wachposten erschossen. Am 23. Mai wurde die Regierung Dönitz bei der Marinesportschule verhaftet. Dönitz wurde die Verhaftung auf der Patria mitgeteilt. Er begab sich danach zur Kommandeursvilla, um seine zuvor gepackten Koffer zu holen. Es wurde ihm jedoch nur ein Koffer für die Gefangenschaft gewährt.
Am 7. August 1956 bezog die Bundesmarine das Gelände der Marineschule Mürwik und übernahm in dieser Zeit offenbar auch die Kommandeursvilla. 27 Jahre lang stand die Kommandeursvilla dann leer, bis sie dann Ende der 1980er Jahre restauriert wurde.

### Nutzung als Wehrgeschichtliches Ausbildungszentrum
1991 wurde in der Kommandeursvilla das Wehrgeschichtliche Ausbildungszentrum der Marineschule Mürwik eingerichtet. Der mit modernster Technik ausgestattete Kaisersaal dient heutzutage als Tagungs-, Vortrags- und Unterrichtsraum. Der Großteil der restlichen Räume beherbergt die museale Lehrsammlung. Diese Sammlung entstand zum Teil mit Hilfe von Geld- und Sachspenden, Schenkungen und Leihgaben. Seit 1986 besteht der Freundeskreis Marineschule Mürwik, Gemeinnützige Fördervereinigung des Wehrgeschichtlichen Ausbildungszentrums e. V., der dabei hilft, die Sammlung zu erhalten und auszubauen. Die Ausstellung befasst sich mit Marinegeschichte, insbesondere der deutschen Marinegeschichte. Sie beherbergt über 10.000 Exponate bestehend aus: Bildern in Form von Zeichnungen, Gemälden und Fotos sowie verschiedenen Quelltexten, Urkunden, Seekarten. Sie beherbergt zudem Flaggen, Uniformen, Medaillen, Orden und Ehrenzeichen sowie Schiffsmodelle, Schiffswappen und weitere maritime Gegenstände. In der Villa kann nur ein Drittel des vorhandenen Materials ausgestellt werden. Im Hauptgebäude der Marineschule besteht deshalb zusätzlich noch eine Lagerfläche von 250 Quadratmeter.
Das WGAZ führt zudem die sogenannte Bolzenakte.
Die Villa mit der Wehrgeschichtlichen Ausstellung der Marineschule Mürwik ist eingeschränkt für die Öffentlichkeit geöffnet. An Tagen der Offenen Tür der Marineschule, die zumeist mehrfach im Jahr stattfinden, ist das WGAZ gewöhnlich geöffnet. Auch an Tagen des offenen Denkmals hat das kleine Museum zusammen mit der Marineschule gewöhnlich für die Öffentlichkeit geöffnet. Gleiches gilt für den Tag der Bundeswehr.